# Jan Lewan
Jan Lewan (ur. 1941) – amerykański muzyk, urodzony w Polsce jako Jan Lewandowski. Pochodzi z Bydgoszczy, muzyczną szkołę średnią ukończył w Gdyni. W 1972 przeniósł się do USA, gdzie się ożenił i założył zespół muzyczny. Następnie otworzył sklep z pamiątkami dla Polonii, rozpoczął organizację wycieczek do Polski i innych europejskich państw, a także stworzył piramidę finansową, która upadła w 2001 roku.
O losach Jana Lewana powstały dwa filmy:  dokument Człowiek, który miał być królem polki z roku 2009 Joshuy Browna i Johna Mikulaka oraz film fabularny Król polki z roku 2017 w reżyserii Mai Forbes.